# Eutropis quadratilobus
Eutropis quadratilobus — вид сцинкоподібних ящірок родини сцинкових (Scincidae). Ендемік Бутану.

## Поширення і екологія
Eutropis quadratilobus відомі з типової місцевості, розташованої на захід від міста Самце. Вони живуть в гірських субтропічних лісах.

## Збереження
МСОП класифікує цей вид як такий, що перебуває під загрозою зникнення. Eutropis quadratilobus загроує знищення природного середовища.